# Bagrat I. od Iberije
Bagrat I. od Iberije (gruz. ბაგრატ I), iz dinastije Bagrationi, bio je predsjedavajući knez Iberije (Kartlija, istočna Gruzija) od 830. do svoje smrti 876. godine.
Bagrat je naslijedio oca Ašota I. kao predsjedavajući knez Iberije i njegovu titulu kuropalata, koju mu je dodijelio Bizant. Gruzijski književnik iz 10. stoljeća Giorgi Merčule tvrdi da je Bagrat potvrđen kao kuropalat, uz suglasnost njegove braće - Adarnaza i Guarama. Bagrat je podijelio sa svojom braćom posjede koje su dobili u naslijeđe, ali koji su to posjedi bili, nije izravno naznačeno u srednjovjekovnim izvorima. Vjerojatno je vladao dijelom Taoa i Göleom (sada u Turskoj).
Bagrat I. je bivao u stalnoj borbi s Arapima, Abazgima i Kahetijcima zbog posjeda središnje Iberije (Unutarnja Kartlija). Godine 842., pridružio se arapskoj ekspediciji protiv pobunjeničkog emira iz Tbilisija, Sahaka ibn Ismaila, i njegovih kahetijskih saveznika. Zauzvrat je kalif priznao Bagrata za kneza Iberije-Kartlije. Ekspedicija je završila bezuspješno i Bagrat se morao pomiriti sa Sahakom. U kolovozu 853. godine, Bagrat se pridružio drugoj kalifovoj ekspediciji protiv Sahaka, koju je ovaj put vodio Buga Turčin koji je zauzeo Tbilisi i dao pogubiti emira. Kao rezultat toga, Bagrat je uspio povratiti Unutarnju Kartliju, ali samo na kratko, jer su ga Abzagi prisilili napustiti ovo područje.
Poput svog oca Ašota, Bagrat je bio pokrovitelj velikog samostanskog pokreta u Klardžetiji. Redovniku Grigolu Handzteliju pružio je materijalnu pomoć za izgradnju manastirske crkve u Handzti i pomogao je u izgradnji manastira Šatberdi i Išhani.
Bagrat I. je bio oženjen kćerkom armenskog kneza Smbata VIII. Bagratunija i s njom imao tri sina: najstarijeg sina Davida, koji ga je naslijedio na mjestu predsjedavajućeg kneza; Adarnaza koji je umro za njegova života; i najmlađeg sina Ašota, koji je umro 885. godine.